# Charles H. Christie
Charles H. Christie (ur. 13 kwietnia 1882 w  London (Kanada), zm. 1 października 1955 w  Beverly Hills, USA) – kanadyjski przedsiębiorca i producent filmowy. Był także członkiem założycielem Amerykańskiej Akademii Sztuki i Wiedzy Filmowej.